# Szczecinek Bugno
Szczecinek Bugno – przystanek osobowy w Szczecinku zlokalizowany obok wiaduktu drogowego i ulic Koszalińskiej i Bugno, na linii kolejowej nr 404 Kołobrzeg – Szczecinek.
We wrześniu 2022 r. PKP PLK podpisały umowę na budowę przystanku, a zakończenie robót planowano w 2023 roku. Jednak prace potrwały do kwietnia 2024 roku, a otwarcie przystanku nastąpiło 9 czerwca bieżącego roku.